# Gonòpor

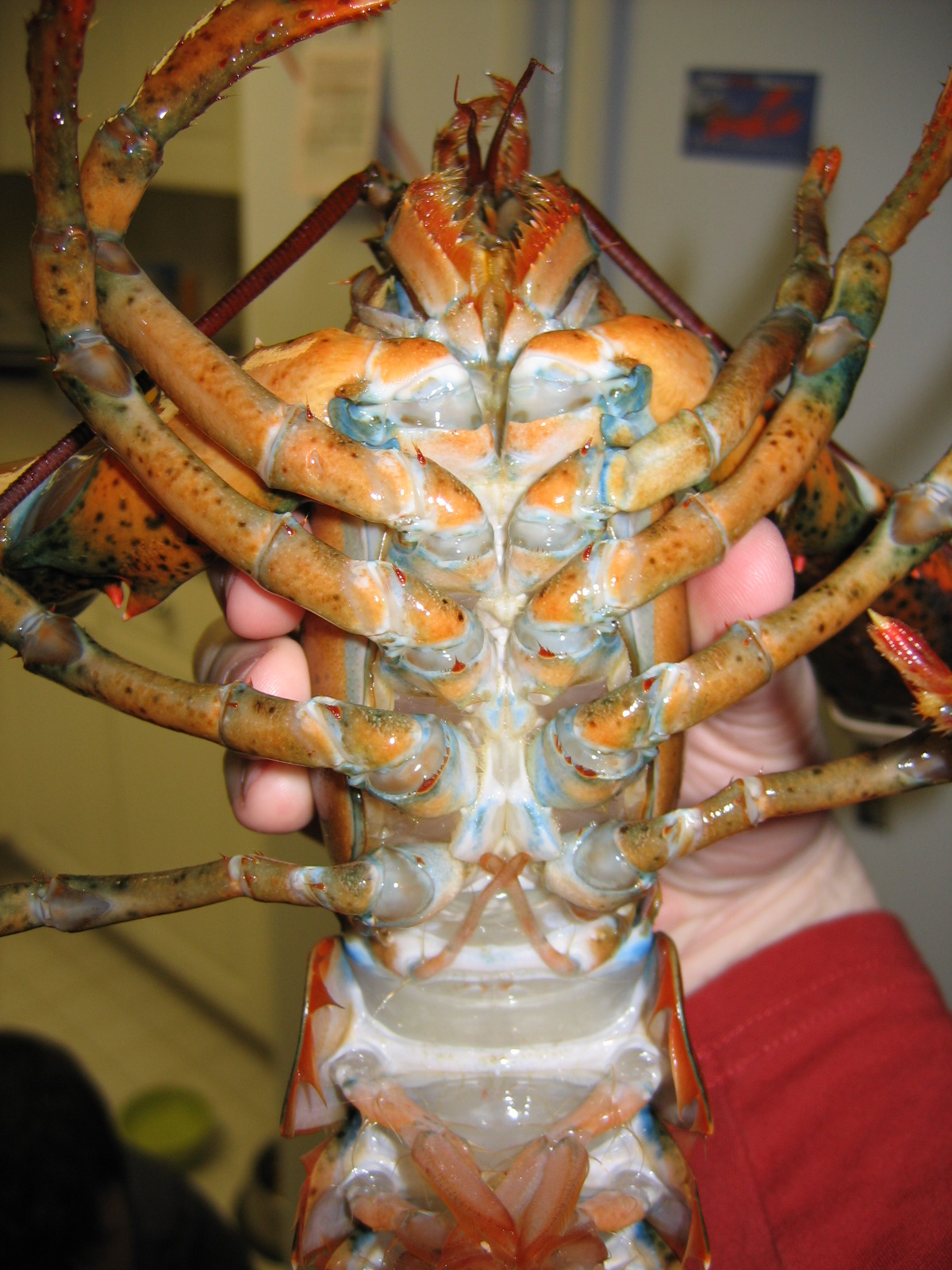
El costat ventral (part inferior) d'una femella de llamàntol americà, un malacostraci. Els gonòpors es troben a les bases de la tercera pota, cap a la cua de l'animal.

Un gonòpor és una protuberància genital que forma part de l'anatomia de múltiples d'invertebrats. Els hexàpodes tenen un membre a excepció dels efemeròpters que en tenen dues. En el cas de les femelles d'aquesta última, és l'obertura de l'oviducte mentre que en el dels mascles és un conducte ejaculador.
La posició dels gonòpors varien depenent dels grups permetent saber la "zona mitjana" del cos. En els malacostracis es troba en el sisè segment toràcic, en els símfils en la quarta i en els aràcnids en la segona part del opistosoma.
En el cas dels insectes i quilòpodes els gonòpors es troben més propers a la cua mentre que en els diplòpodes en el cap.
En els decàpodes serveix per identificar el gènere biològic (per exemple dels crancs). El del mascle es troba a la base de les potes i en les femelles en l'estèrnum.